# Maison Grünthaler
 (août 2019).

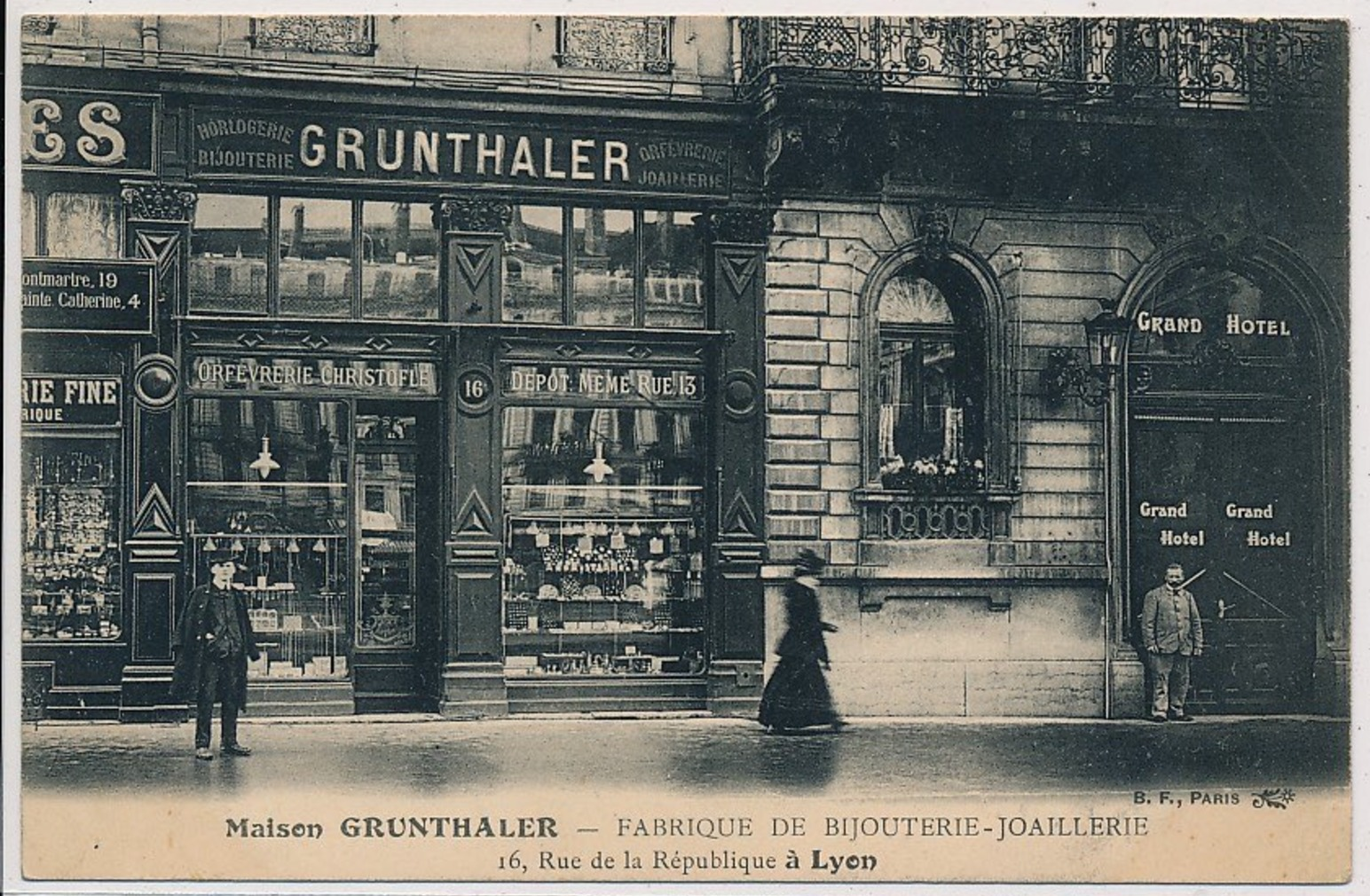
Magasins du Globe - Maison Grünthaler

La Maison Grünthaler est une enseigne commerciale fondée en 1877 à Lyon, devenue en 1910 Les Grands Magasins du Globe.

## Histoire

### Débuts: Nicolas Grünthaler
La Maison Grünthaler commence son activité en 1877 avec l’arrivée à Lyon de son fondateur Nicolas Grünthaler âgé de 23 ans. De nationalité Allemande, Horloger de formation, il s’installe en France dans les environs de Lyon, où il se marie et a 6 garçons.
Il commence son activité d’horloger en appartement à Lyon dans le vieux quartier de Saint puis déménage à plusieurs reprises pour s’agrandir dans la presqu’île, entre Rhône et Saône, le centre de Lyon, tout en diversifiant son activité.
La Maison s’attache de plus l’exclusivité des articles d’orfèvrerie de la collection Gallia lancée en 1898 par la marque Christofle.

### Grands Magasins du Globe
En 1910, rejoint par ses 6 garçons, la Maison Grünthaler devient l’enseigne commerciale Les Grands Magasins du Globe, les petits fils de Nicolas Grünthaler[pas clair].
Nicolas Grünthaler décédant en 1921, les 5 frères encore en vie prennent sa suite. À partir de 1941, l’activité ralentit du fait de l’Occupation et du décès de 3 des 5 frères restants. La Maison poursuit son activité jusqu’en 1955, date à laquelle les petits-fils prennent d’autres chemins. 